# Ilija Bošnjak
Ilija Bošnjak (Metković, 10. srpnja 1882. — Zagreb, 26. siječnja 1975.) kemičar i enolog. 

## Životopis
Više gospodarsko učilište u Križevcima završio je 1906. Diplomu inženjera kemije 1909. stekao je na Sveučilištu u Montpellieru, a potom specijalizirao vinogradarstvo i enologiju. Službovao je u Zadru i Splitu, potom bio direktor enološke stanice u Bukovu kod Negotina te u Beogradu. Proučavao je probleme agrikulturne kemije i istraživao metode kemijske analize ekstrakata vina. Jedan je od uspješnijih popularizatora kemije u nas, posebno agrikulturne. Surađivao je u periodicima Smotra dalmatinska (1913.), Narodni list (Zadar 1918.), Meja (1923.–24.), Glasnik Ministarstva poljoprivrede i voda (1926.–28., 1931.), Poljoprivredni glasnik (1927.), Težak (1929., 1935.), Vinarski list (1932.–33.), Politika (1937.). Pjesme i putopisne crtice objavljivao je u listovima Nada (1899.), Osvit (1899.), Svjetlo (1900.), Život (1900.), Narodni list (Zadar 1901.–03.), Obzor (1901.), Bosanska vila (1909.), Hrvatska rieč (1912.), Omladina (1919.–20.), Radiša (1919.–20.), Otadžbina (kalendar, 1936.).

## Djela
- Uvjeti umnog gospodarenja, Križevci 1906.
- Temelji razboritoga gospodarenja, Zadar 1910.
- Sastav i priredba bilinske hrane, Zadar 1911.
- Sunčano mlijeko, Zadar 1917.
- Riječ narodu o narodnom ujedinjenju i proglašenju jedinstvenog kraljevstva svih Hrvata i Srba, Split 1918.
- Misirka, Split 1919.
- Vjetar i voda, Split 1920.
- Težačka hemija, 1–2, Zagreb 1924.
- Densimetrija u analizi vina, Beograd 1932.
- Ispitivanje ekstrakta u vinu, Beograd 1932.
- Popravljanje šire dodavanjem čistog repnog šećera, Beograd 1933.

## Vanjske poveznice
- Sunčano mlijeko Iskra, župski list sv. Ilije Metković, br. 2/1970. (pristupljeno 5. veljače 2023.)